# Aeroportul Wipim
Aeroportul Wipim (IATA: WPM, ICAO: AYXP) este un aeroport din Western Province⁠(d), Papua Noua Guinee.
aeroportul dispune de o singură pistă.